# Drosophila longicrinis
Drosophila longicrinis är en tvåvingeart som beskrevs av Lachaise och Chassagnard 2002. Drosophila longicrinis ingår i släktet Drosophila och familjen daggflugor.
Artens utbredningsområde är Kenya.